# Tismice
Tismice är en ort i Tjeckien.   Den ligger i regionen Mellersta Böhmen, i den centrala delen av landet, 29 km öster om huvudstaden Prag. Tismice ligger 241 meter över havet och antalet invånare är 383.
Terrängen runt Tismice är lite kuperad. Runt Tismice är det ganska tätbefolkat, med 239 invånare per kvadratkilometer. Närmaste större samhälle är Černý Most, 18,0 km väster om Tismice. Trakten runt Tismice består till största delen av jordbruksmark.